# Nicolas Bonnamour
Pour les articles homonymes, voir Bonnamour.
Nicolas Bonnamour (né en 1986) est un joueur de Scrabble.  Il est licencié au club de Vourles en Rhône-Alpes.Il est actuellement[Quand ?] le deuxième meilleur joueur français de moins de 25 ans, derrière Romain Santi. Il collectionne les places de second mais excelle néanmoins dans les cadences les plus rapides. 

## Biographie
Nicolas est connu autant pour son palmarès que pour son charisme. Il est notamment très apprécié dans le comité du Lyonnais, dont il a été champion toutes catégories à de nombreuses reprises. Il a commencé le Scrabble en 1997, et est première série depuis 2003. Il est actuellement étudiant en école de commerce. Son club, Vourles, est un repaire de jeunes scrabbleurs talentueux, grâce au travail des membres de ce club en direction des scolaires.

## Palmarès[1]
- Championnat du Monde : 2e cadet en 2001, 2e junior en blitz, à l'individuel et 1er en paires avec Alain Dubreuil en 2003, 3e junior en individuel et 2e en paires avec Romain Santi en 2004
- Championnat de France scolaire : 2e dans sa catégorie d'âge de 2001 à 2003, 1er en 2004
- Champion de France dans sa catégorie d'âge en originales en 2002, blitz et semi-rapides en 2003, blitz en 2004 et 2e en 2007
- Champion du Lyonnais toutes catégories en 2004 (à l'âge de 16 ans), 2006, 2007 et 2009
- Championnat de France 2007 : 3 parties topées sur 5